# Jochen Schümann
Jochen Schümann (Berlín Est, República Democràtica Alemanya, 8 de juny de 1954) és un regatista alemany, ja retirat, que aconseguí guanyar quatre medalles olímpiques.
Va participar, als 22 anys, en els Jocs Olímpics d'Estiu de 1976 realitzats a Mont-real (Canadà), on aconseguí guanyar la medalla d'or en la classe Finn en representació de la RDA. Participà en aquesta mateixa classe en els Jocs Olímpics d'Estiu de 1980 realitzats a Moscou (Unió Soviètica), on finalitzà cinquè. Absent dels Jocs Olímpics d'estiu de 1984 participà en els Jocs Olímpics d'Estiu de 1988 celebrats a Seül (Corea del Sud), on participant en la classe soling aconseguí guanyar la medalla d'or. En els Jocs Olímpics d'Estiu de 1992 celebrats a Barcelona (Catalunya), i ja sota representació de l'equip alemany, finalitzà cinquè, i en els Jocs Olímpics d'Estiu de 1996 realitzats a Atlanta (Estats Units) aconseguí guanyar una nova medalla d'or. En els Jocs Olímpics d'Estiu del 2000 realitzats a Sydney (Austràlia), amb 46 anys, aconseguí guanyar la medalla de plata.
Al llarg de la seva carrera ha aconseguit guanyar 5 medalles en el Campionat del Món de vela en la classe soling, destacant la medalla d'or aconseguida el 1992.
Schümann aconseguí guanyar els anys 2003 i 2007 la Copa Amèrica de vela amb l'equip suís Alinghi com a director esportiu del vaixell.